# Parlamentswahl in Libyen 2014
Parlamentswahlen wurden am 25. Juni 2014 in Libyen abgehalten. Es war beabsichtigt, die ersten regulären und demokratischen Wahlen zu einem echten Parlament seit dem Sturz des Diktators Muammar al-Gaddafi abzuhalten.
Zwar traten alle Kandidaten als Unabhängige an, doch gewannen Analysten zufolge säkulare Gruppen die Mehrheit der Sitze, während islamistische Kandidaten diesmal etwa 30 Sitze gewannen.

## Hintergrund
Der 2012 gewählte und bisher herrschende Allgemeine Nationalkongress kam am 10. April 2013 zur Einigung, dass zunächst eine Verfassunggebende Versammlung gewählt werden sollte; am 20. Februar 2014 wurde diese dann gewählt. Am 25. Mai 2014 setzte der Allgemeine Nationalkongress das Datum für die Wahl zum Abgeordnetenrat, das neue libysche Parlament fest. Dabei wird auch Libyern mit ausländischer Staatsbürgerschaft erlaubt, für das Amt des Parlamentsabgeordneten anzutreten.

## Ablauf
Insgesamt gaben 630.000 Personen ihre Stimme ab. Einige Wahlstationen wurden aus Sicherheitsgründen auch in Kufra und Sabha geschlossen.
So wurde die Menschenrechtsaktivistin Salwa Bughaigis vor ihrem Haus in Bengasi erschossen, nachdem sie von der Wahl zurückgekehrt war. Ihre Angreifer waren maskiert und trugen Militäruniformen. Bughaighis, eine Bürgerin aus Bengasi, war von Beruf her Rechtsanwältin und hatte drei Kinder. Sie spielte eine aktive Rolle beim Umsturz von Gaddafi und war Mitglied im 2012 aufgelösten Nationalen Übergangsrat.

## Ergebnis
Alle 1.714 Kandidaten traten als Unabhängige auf, da Parteilisten unter dem neuen Wahlrecht verboten waren. Von den 200 Sitzen wurden 188 am 22. Juli bekanntgegeben. Die meisten Sitze gingen an säkulare Fraktionen, während Islamisten, die im vorherigen Parlament (Nationalkongress) etwas stärker vertreten waren, diesmal etwa 30 Sitze gewannen.
Nach der Wahl wurde Ahmed Miitig als Nachfolger von Abdullah Thenni zum Regierungschef bestimmt. Der neue Parlamentspräsident Aguila Saleh Issa wurde zugleich Staatsoberhaupt.